# RA 15 (Italië)
De RA 15 of raccordo autostradale 15 is een autosnelweg in Italië. De RA15 vormt een ringweg om Catania tussen de autosnelwegen A18 en de Autostrada Catania-Siracusa en de SS114. De RA15 is 24 kilometer lang. 